# Wences Casares

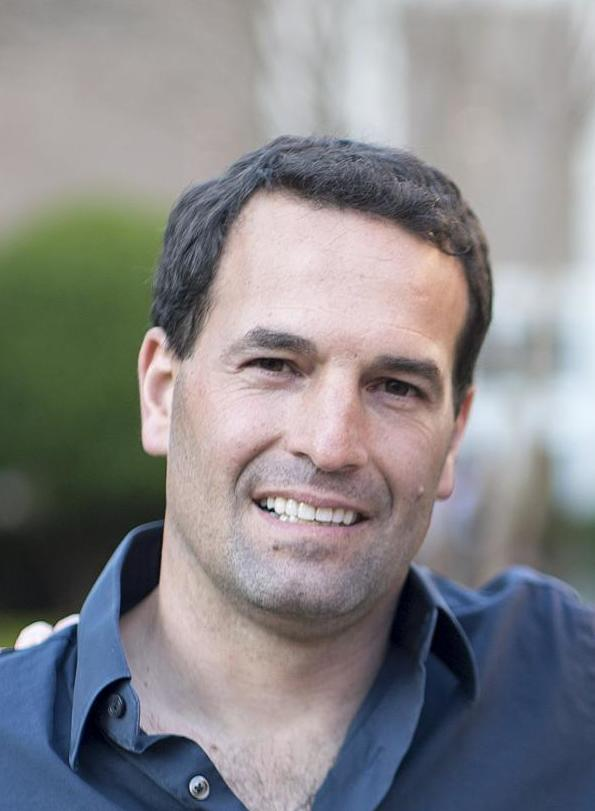
Wences Casares (2012)

Wenceslao Casares, auch unter dem Namen „Wences Casares“ bekannt (geb. am 26. Februar 1974), ist ein argentinischer Technologieunternehmer mit globaler Geschäftserfahrung, der sich auf Technologie- und Finanz-Unternehmen spezialisiert. Er ist Hauptgeschäftsführer des Bitcoin-Wallet-Anbieters Xapo und Gründer von Internet Argentina, Wanako Games, Patagon, Lemon Wallet und Banco Lemon. Casares sitzt im Vorstand von PayPal und Coin Center und ist Vorstandsmitglied von Kiva und Viva Trust.
Bitcoin – das er befürwortet – wird seines Erachtens größer als das Internet sein. Als häufiger Redner auf der Allen & Company Sun Valley Conference hat Casares einen Preis von 1 Mio. USD für Bitcoin vorhergesagt.

## Frühe Jahre
Casares ist das älteste von vier Kindern aus einer Familie von Schafzüchtern aus Patagonien, Argentinien. In der Sekundarschule erhielt Casares ein Stipendium eines Rotary Club als Austauschschüler in Washington, Pennsylvania. Casares erinnert sich in einem Interview mit USA Today, dass ihm das Stipendium „[s]ein Leben verändert hat“ und meint zu Amerikanern: „Sie haben die Einstellung, dass alles möglich ist.“ Nach seiner Rückkehr nach Buenos Aires studierte er drei Jahre lang Betriebswirtschaft an der Universidad de San Andrés, brach dann sein Studium ab und startete 1994 den ersten Internet-Service-Anbieter Argentiniens, Internet Argentina S.A.
Er verließ das Unternehmen und gründete 1997 die argentinische Online-Brokerage Patagon. Patagon etablierte sich als das führende, umfassende Internet-Portal für Finanzdienstleistungen in Lateinamerika und dehnte seine Online-Bankdienstleistungen auf die Vereinigten Staaten, Spanien und Deutschland aus. Nach der Übernahme durch die spanische Bank Banco Santander für 750 Mio. USD wurde Patagon weltweit zu Santander Online. Zu den Investoren in Patagon gehörten George Soros, Intel, Microsoft, JP Morgan Chase und der Entrepreneur Fred Wilson, der TechCrunch-Journalistin Sarah Lacy erzählte, dass „Casares einer der besten Unternehmer ist, die er je unterstützt hat“. Casares hat später dann das „Owner/President Management Program“ an der Harvard University absolviert.

## Karriere
2002 gründete Casares Wanako Games (später Behaviour Santiago), ein Videospiele-Entwickler mit Hauptsitz in New York City. Wanako Games war am besten bekannt für das Blockbuster-Spiel Assault Heroes und wurde 2007 von Activision übernommen.
Außerdem gründete Casares 2002 zusammen mit seinen Partnern auch Banco Lemon, eine Privatkundenbank für „Underbanked Individuals“ in Brasilien. Banco do Brasil, die größte Bank Brasiliens, übernahm Banco Lemon im Juni 2009. Casares war Gründer und Hauptgeschäftsführer von Lemon Wallet, einer digitalen Wallet-Plattform. 2013 wurde Lemon vom amerikanischen Unternehmen LifeLock für rund 43 Millionen US-Dollar erworben.
Casares ist der Hauptgeschäftsführer von Xapo, einem Bitcoin-Wallet-Startup mit Sitz in Palo Alto, Kalifornien. Xapo gilt als größte Bitcoin-Depotbank der Welt und soll angeblich ganze 10 Milliarden US-Dollar der Kryptowährung in unterirdischen Tresorräumen auf fünf Kontinenten halten, wie unter anderem in einem ehemaligen Militärbunker in der Schweiz. Xapo hat 40 Millionen US-Dollar von führenden Venture-Capital-Unternehmen in Silicon Valley beschafft. Quartz berichtete, dass der Entrepreneur Casares Bill Gates, Reid Hoffman und weitere Tech-Veteranen in Silicon Valley überzeugen konnte, in Bitcoin zu investieren.

## Engagement für Entrepreneur- und Leadership
2011 saß Casares in der Jury der Cartier Women’s Initiative Awards. Er ist ein Mitglied der Klasse von 2017 des Henry Crown Fellows im Aspen Global Leadership Network des Aspen Institute. Er ist ein gewähltes Mitglied der Klasse von 2011 der „Young Global Leaders“ des World Economic Forums und nimmt regelmäßig an den Jahrestreffen des World Economic Forum in Davos, Schweiz, teil. Er ist ein Mitglied von Young Presidents' Organization. 2010 gründete Casares in Partnerschaft mit Pablo Bosch „Las Majadas de Pirque“, eine Sozialkapital- und Innovationseinrichtung – im Besitz von Casares – in Santiago, Chile.

## Privatleben
Casares lebt mit seiner Frau und drei Kindern in Palo Alto, Kalifornien. Von 2004 bis 2007 umsegelten Casares und seine Familie den Globus an Bord ihres Segel-Katamarans „Simpatica“.